# 李亨泽
李亨泽（韓語：이형택，1976年1月3日—），韩国男子网球选手。
李出生于韩国橫城郡，1995年成为职业选手，2000年打入美国网球公开赛16强，负于彼得·桑普拉斯。2003年，李亨泽在ATP悉尼网球公开赛上作为一名资格赛出线选手最终夺冠，成为首个拿到ATP冠军的韩国人。他职业生涯最高排名为第36名（2007年8月6日）。

## 亚洲比赛最好成绩
在1998年亚洲运动会、2002年亚洲运动会和2006年亚洲运动会的男子單打和双打取得一共四面銀牌。其中在2006年多哈亚洲运动会〔卡塔尔〕上为韩国获得男单亚军，泰国选手达赖·午东措克（Danai Udomchoke）得冠军。

## 外部連結
- 李亨泽在国际奥林匹克委员会的资料
- 李亨泽（英文/西班牙文）的官方資料
- 李亨泽的國際網球總會 職業／青少年 官方資料（英文）
- 李亨泽的官方資料（英文）
- Lee Recent Match Results
- Lee World Ranking History
- Korean Men Recent Match Results
- ATP interview[永久]